# Thibaudia albiflora
Thibaudia albiflora är en ljungväxtart som beskrevs av A. C. Smith. Thibaudia albiflora ingår i släktet Thibaudia och familjen ljungväxter. Inga underarter finns listade i Catalogue of Life.